# Zornia dyctiocarpa
Zornia dyctiocarpa är en ärtväxtart. Zornia dyctiocarpa ingår i släktet Zornia och familjen ärtväxter.

## Underarter
Arten delas in i följande underarter:
- Z. d. dyctiocarpa
- Z. d. filifolia